# 銀座まんまんなか!
『銀座まんまんなか!』（ぎんざまんまんなか）は、TBS系列「愛の劇場」枠にて2003年11月17日〜12月26日に放送された昼ドラマである。全30話。

## キャスト
- 高村うさぎ - 奥貫薫
- 高村亮介 - 坂上忍
- 都築幸恵 - 伊藤榮子
- 都築雄一郎 - 飯田基祐
- 寺田圭 - 若林志穂
- 高村望 - 中曽根康太
- 都築寛 - 市川左團次
- 馬渕晴子
- 高橋元太郎
- 樋田慶子
- 宮本裕子
- 久保晶
- 藤間宇宙
- 吉満涼太
- 松澤一之
- 朝倉円夏
- かんの梨果
- 鈴木舞花
- 猫田直
- 稲村浩幸
- 宍戸美和公
- 氏家恵
- 中村鶴蔵
- 大路三千緒
- 森山米次
- 今泉野乃香
- 椎名泰三
- 春海四方
- 須永慶
- 長田奈麻
- 佐藤裕
- 飯塚俊太郎
- 剛州

## スタッフ
- 企画 - 木村理津
- 脚本-東多江子、扇澤延男（5週目）
- 演出 - 猪原達三、釜谷正一郎
- 助監督 - 天王地俊幸、渡辺三季、番場朋之、小嶋寛郎
- 記録 - 村上律子
- 制作 - 祷映、稲葉有紀、垣本典一
- プロデューサー - 高橋史典（KANOX）、小林由紀子（リス・プラン）
- アシスタントプロデューサー - 宮川晶
- 音楽 - 塚山エリコ
- 選曲・効果 - 田母神正顕、芦田功
- MA - 堀田元子
- 美術制作 - 平川恵子
- デザイン - 清水袈裟寿
- 装置 - 滝沢博史
- 装飾 - 吉川康美、大町力
- 持道具 - 忠内歩
- 撮影 - 西舘博光
- 技術 - 太田博
- 照明 - 石井美宏
- 映像 - 青木孝憲
- 音声 - 片岡博司
- 編集 - 紀伊正志
- 制作 - TBS、KANOX

## 主題歌
- 『ビリーヴァー』
編曲 - ダグラス・カー / 作詞・作曲・歌 - 星村麻衣
レーベル - Sony Music Associated Records Inc.